# St. Joseph (Henneckenrode)

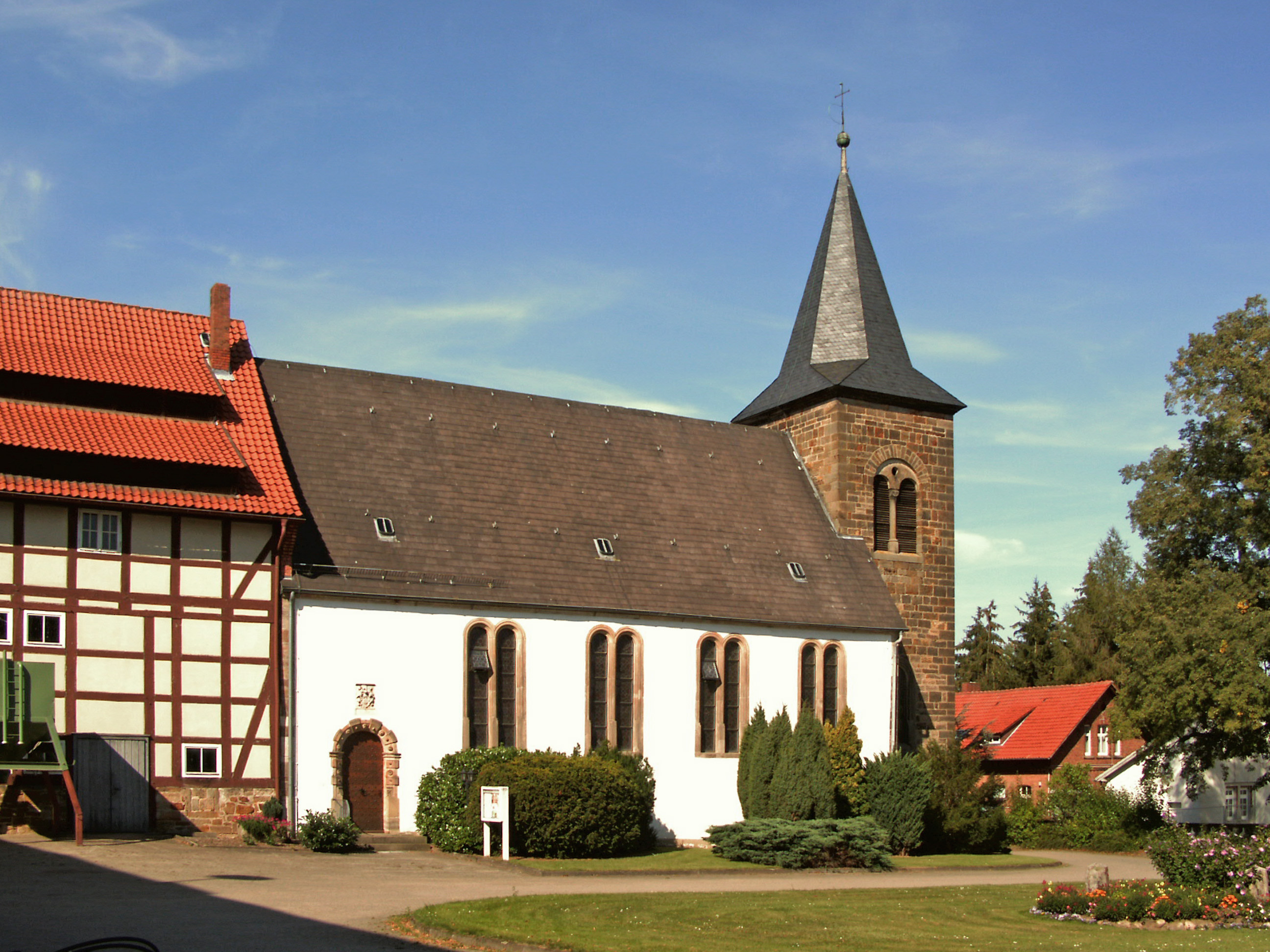
St. Joseph

Die römisch-katholische denkmalgeschützte Kirche St. Joseph steht in Henneckenrode, einem Ortsteil der Gemeinde Holle im Landkreis Hildesheim in Niedersachsen. Die Kirchengemeinde gehört zur Pfarrkirche St. Hubertus (Wohldenberg) im  Stiftsdekanat Alfeld-Detfurth des Bistums Hildesheim.

## Beschreibung
Die schlichte Saalkirche bildet einen Teil des Gebäudekomplexes des Schlosses Henneckenrode im Nordwesten. Laut Inschrift über dem Portal aus Bossenquadern wurde sie 1597 erbaut. Der neuromanische Kirchturm im Osten hat Biforien als Klangarkaden. Der Flügelaltar stammt aus Volkersheim, entstanden um 1525/1530. Im Schrein ist ein Marienbildnis im Rosenkranz dargestellt, auf den die Hände und Füße des Gekreuzigten sowie zwei Engelchen geheftet sind. Seitlich stehen der heilige Georg und Pankratius, in den Flügeln Katharina und Anna selbdritt, Maria Magdalena und der heilige Urban. Die Wandmalereien zeigen Überreste einer Marienkrönung und Georg den Drachentöter. Das verzierte, auf drei Löwenfiguren stehende Taufbecken ist aus der Erbauungszeit.